# Cristiano II di Danimarca
Cristiano II di Danimarca (Nyborg, 2 luglio 1481 – Kalundborg, 25 gennaio 1559) fu re di Danimarca, Norvegia (1513-1523) e Svezia (1520-1521) sotto l'Unione di Kalmar.

## Origini
Era figlio di Giovanni di Danimarca e Cristina di Sassonia, nacque al Castello di Nyborg nel 1481 e successe al padre come re e reggente in Danimarca e Norvegia, per cedere il posto a sua volta allo zio re Federico I di Danimarca. In Svezia diventò re grazie alla conquista del paese, e con il bagno di sangue di Stoccolma; per questo è ricordato come Cristiano il Tiranno.

## Biografia

### Politica
Come viceré di Norvegia (1506–1512) mostrò già una singolare capacità di governare in circostanze estremamente difficili. Patriottismo, intuizione, coraggio, saggezza nell'amministrazione dello Stato, energia—queste grandi qualità erano indiscutibilmente sue; ma sfortunatamente erano viziate da ostinazione, sospetto e un'oscura scaltrezza, sotto le quali sobbolliva un vulcano di crudeltà vendicativa.
Un'altra peculiarità, più fatale di altre in quell'epoca aristocratica, fu il suo profondo affetto per la gente comune, che aumentò grazie alla sua passione per una bella ragazza norvegese di discendenza olandese, chiamata Dyveke Sigbritsdatter, che divenne la sua amante nel 1507 o nel 1509.
La successione al trono di Cristiano venne confermata dall'Herredag, l'assemblea dei notabili dei tre regni settentrionali, che si incontrarono a Copenaghen nel 1513. I nobili e il clero di tutti e tre i regni guardavano con serio sospetto un governante che aveva già mostrato in Norvegia di non aver paura di far valere al massimo la sua autorità.
Il Rigsråd danese e il Rigsråd norvegese insistettero sull'Haandfæstning (ovvero lo statuto estorto al re) per cui le corone di entrambi i regni erano elettive e non ereditarie, occupandosi esplicitamente di qualsiasi trasgressione dello statuto da parte del re, e riservando espressamente alle stesse assemblee la libera scelta di un successore di Cristiano dopo la sua morte. Ma non si riuscì a prevalere sui delegati svedesi per far loro accettare Cristiano come re.
«Noi abbiano - dissero - la scelta tra la pace a casa e la lotta qui, o la pace qui e la guerra civile a casa, e preferiamo la prima possibilità». La decisione sulla successione svedese venne quindi rimandata. Il 12 agosto 1515, Cristiano sposò Isabella d'Asburgo, nipote dell'imperatore Massimiliano I, ma senza abbandonare la relazione con Dyveke, e fu solo la morte in circostanze sospette della sfortunata ragazza, nel 1517, che impedì gravi complicazioni con l'imperatore Carlo V.
Cristiano si vendicò facendo giustiziare il magnate Torben Oxe, che in base a prove plausibili si supponeva fosse stato l'assassino di Dyveke, nonostante la strenua opposizione dei pari di Oxe. Da quel momento il re non perse occasione per destituire la nobiltà e innalzare al potere le persone comuni.
Il suo consigliere capo era la madre di Dyveke, Sigbrit, amministratrice nata e genio commerciale di primo ordine. Cristiano inizialmente la nominò controllore dei dazi di Öresund e alla fine le affidò la gestione delle finanze nel loro complesso. Ella stessa borghese, la sua politica costante fu quella di elevare ed estendere l'influenza delle classi medie. Divenne ben presto l'anima del consiglio interno delle classi medie, che competeva con il Rigsraad.
I patrizi naturalmente si risentirono per le loro destituzioni e quasi tutte le misure impopolari vennero attribuite all'influenza della "ripugnante fattucchiera olandese che aveva stregato il re." Ad ogni modo, Mogens Gøye, la personalità più importante del consiglio, sostenne il re il più a lungo possibile.

### Riconquista della Svezia
Mentre Cristiano si preparava all'inevitabile guerra con la Svezia, dove il partito patriottico, guidato dal viceré liberamente eletto Sten Sture il Giovane, si fronteggiava con il partito filo-danese guidato dall'Arcivescovo di Uppsala Gustav Trolle.
Cristiano, che aveva già preso delle misure per isolare politicamente la Svezia, si affrettò in soccorso dell'arcivescovo, che veniva assediato nella sua fortezza di Stäket, ma venne sconfitto da Sture a Vädla e costretto a ritornare in Danimarca. Un secondo tentativo di soggiogare gli Svedesi, nel 1518, venne anch'esso frustrato dalla vittoria di Sture a Brännkyrka. Un terzo tentativo fatto nel 1520, con un grosso esercito di mercenari francesi, tedeschi e scozzesi, si rivelò un successo.
Sture venne ferito mortalmente nella battaglia di Bogesund, il 19 gennaio, e l'esercito danese, senza opposizione, si avvicinava a Uppsala, dove i membri del Riksråd svedese si erano già riuniti. I consiglieri acconsentirono a rendere omaggio a Cristiano a condizione che egli concedesse una piena immunità per il passato e una garanzia che la Svezia venisse governata secondo le leggi e le tradizioni svedesi. Una convenzione a questo riguardo venne confermata dal re e dal Consiglio segreto di Danimarca il 31 marzo.
La vedova di Sture, Dama Cristina Gyllenstierna, resisteva ancora fermamente a Stoccolma, e la classe contadina della Svezia Centrale, aizzata dal suo patriottismo, accorse in armi, sconfiggendo gli invasori danesi a Balundsås il 19 marzo, e solo con enormi difficoltà venne infine sconfitta nella sanguinosa battaglia di Uppsala, il venerdì santo 6 aprile 1520.
In maggio arrivò la flotta danese, e Stoccolma venne investita via terra e via mare, ma la Dama Gyllenstierna resistette valorosamente per quattro lunghi mesi e si prese cura, quando si arrese il 7 settembre, di esigere in anticipo un'amnistia esplicita e di carattere assoluto. Il 1º novembre i rappresentanti della nazione giurarono fedeltà a Cristiano come re ereditario di Svezia, anche se la legge del posto prevedeva specificatamente che la corona svedese dovesse essere elettiva.
Cristiano discendeva, sia attraverso Valdemaro I di Svezia che attraverso Magnus III di Svezia, dalla dinastia di Eric e da Caterina, figlia di Inge I di Svezia, oltre che da Ingrid Ylva, nipote di Sverker I di Svezia. Il suo rivale, Gustavo I di Svezia, discendeva solo da Sverker II di Svezia a dalla dinastia di Sverker (che apparentemente non discendeva dagli antichi re svedesi). Gli avi di Cristiano comprendevano quasi tutti i re svedesi.

### Il bagno di sangue di Stoccolma

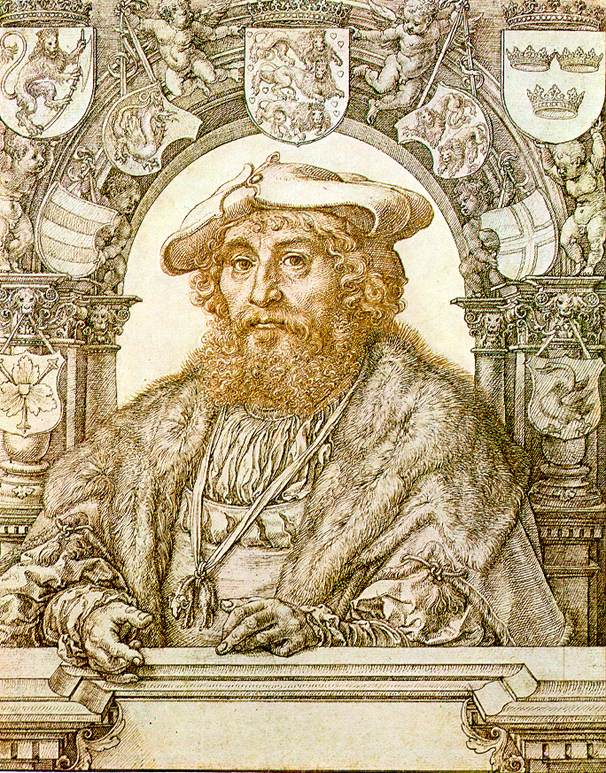
Cristiano II con gli stemmi di Norvegia, Danimarca e Svezia

Il 4 novembre Cristiano venne unto da Gustavus Trolle nella Cattedrale di Stoccolma e prestò l'usuale giuramento di governare il reame avvalendosi solo di nativi della Svezia, secondo le prescrizioni. I tre giorni successivi vennero dedicati ai banchetti, ma il 7 novembre "iniziò un intrattenimento di tipo diverso." La sera di quel giorno Cristiano convocò i suoi capitani per una conferenza privata a palazzo. Il risultato fu presto evidente, poiché al crepuscolo una banda di soldati danesi, con torce e lanterne, fece irruzione nel salone e portò via alcune persone attentamente selezionate.
Per le dieci della stessa sera il resto degli ospiti del re erano al sicuro sotto chiave. Tutte queste persone erano state segnate nelle liste di proscrizione dell'arcivescovo Trolle. Il giorno seguente un consiglio, presieduto da Trolle, pronunciò solennemente condanne a morte per i proscritti e gli eretici manifesti.
Alla mezzanotte di quel giorno i vescovi patriottici di Skara e Strängnäs vennero portati nella grande piazza e decapitati. Quattordici nobili, tre borgomastri, quattordici consiglieri cittadini e circa venti cittadini comuni di Stoccolma vennero affogati o decapitati. Le esecuzioni continuarono nei giorni successivi. In tutto, circa ottantadue persone vennero uccise.
Inoltre, Cristiano si prese la rivincita sui morti oltre che sui vivi, il corpo di Sten Sture il giovane venne riesumato e dato alle fiamme, così come quello del figlio. La Dama Cristina e molte altre nobildonne svedesi vennero inviate prigioniere in Danimarca. Si è detto che i modi di questa azione efferata, il Bagno di sangue di Stoccolma come viene generalmente chiamato, furono ancor più detestabili del fatto in sé. Il massacro e i fatti della Città vecchia di Stoccolma sono forse la ragione principale del motivo per cui Cristiano viene ricordato in Svezia come Cristiano il Tiranno.
Cristiano soppresse i suoi oppositori politici con il pretesto di difendere un sistema ecclesiastico che in cuor suo disprezzava. Anche quando divenne necessario fare le proprie scuse per questo crimine, si vide lo stesso doppio standard. Mentre in un proclama al popolo svedese egli rappresentò il massacro come una misura necessaria per evitare l'interdetto papale, nella sua apologia al Papa per la decapitazione dei vescovi innocenti, Cristiano lo descrisse come un atto di vendetta non autorizzato da parte della sua gente.

### Tentativi di riforma
Fu con la mente brulicante di grandi progetti che Cristiano II fece ritorno nel suo regno nativo. Non vi era dubbio che gli stesse a cuore il benessere dei suoi domini. Per quanto disumano potesse essere nell'ira, in principio fu un umanista al pari di molti dei suoi contemporanei. Ma egli desiderava fare le cose a modo suo e nutrendo profonda sfiducia nei nobili danesi con cui condivideva i suoi poteri, cercò aiutanti tra le pratiche e benestanti classi medie delle Fiandre.
Nel giugno del 1521 fece una visita improvvisa nei Paesi Bassi e vi rimase per alcuni mesi. Visitò molte delle città principali, prese a servizio molti artisti fiamminghi e fece personale conoscenza di Quentin Matsys e Albrecht Dürer; quest'ultimo dipinse un ritratto del re. Cristiano si intrattenne anche con Erasmo da Rotterdam, con il quale discusse della Riforma, e pronunciò la famosa frase: «Le mezze misure sono inutili; le cure che danno una bella scossa all'intero corpo sono le migliori e le più sicure.»
Mai re Cristiano sembrò più potente che al suo ritorno in Danimarca il 5 settembre 1521, e confidente nella sua forza, egli procedette in modo spericolato inaugurando le riforme più radicali. Poco dopo il suo ritorno emanò il suo grande Landelove, o Codice delle Leggi. Per la maggior parte questo si fondava su modelli olandesi e testimoniava ad alto livello le mire progressiste del re. Venivano poste le condizioni per una migliore educazione delle classi inferiori e la limitazione dell'influenza politica dell'alto clero; c'erano rigide proibizioni contro i sabotatori e "la cattiva e non-cristiana pratica di vendere i contadini come fossero bestie brute"; le vecchie gilde commerciali vennero mantenute, ma le regole per il loro accesso vennero semplificate, e i patti commerciali dei borghesi più ricchi, a detrimento dei mercanti più piccoli, vennero aspramente vietati. Sfortunatamente queste riforme, eccellenti in sé, non suggerivano il punto di vista di un regnante eletto, ma quello di un monarca per diritto divino. Alcune di queste erano addirittura in diretta contravvenzione dello statuto e il vecchio spirito scandinavo d'indipendenza venne profondamente ferito dalla preferenza data agli olandesi.
Cristiano ospitò in quel periodo anche il riformatore Andrea Carlostadio, che ebbe molta influenza su di lui, al punto di convincerlo a emettere una legge contro il celibato ecclesiastico.

### La caduta
Anche la Svezia era ora in aperta rivolta; e sia Norvegia che Danimarca vennero tassate pesantemente per poter raccogliere un esercito che sottomettesse il regno fratello. Complicazioni estere si aggiunsero ai problemi interni. Con il lodevole obiettivo di liberare il commercio danese dal giogo della Lega Anseatica, e di rendere Copenaghen il più grande emporio del nord, Cristiano aveva arbitrariamente innalzato i dazi del Sound e sequestrato diverse navi olandesi, che si presumeva avessero evaso le tasse.
Le relazioni con gli olandesi divennero quindi tese, mentre con Lubecca e i suoi alleati era guerra aperta. Alla fine lo Jutland insorse contro di lui, rinunciò alla sua lealtà e offrì la corona allo zio di Cristiano, Duca Federico di Holstein, il 20 gennaio 1523. Le difficoltà di Cristiano apparvero così insormontabili che egli si imbarcò e andò a cercare aiuto all'estero, e il 1º maggio sbarcò a Veere in Zelanda.
Durante i suoi anni di esilio il re condusse una vita relativamente umile nella città di Lier, nei Paesi Bassi, aspettando l'aiuto militare del suo riluttante cognato imperiale. Nel frattempo iniziò ad essere considerato come un salvatore sociale in Danimarca, dove sia i contadini che i cittadini comuni presero a desiderare la sua reinstaurazione. Per un certo periodo divenne perfino protestante ma dovette riconvertirsi per poter ottenere il sostegno dell'imperatore.
Otto anni dopo, il 24 ottobre 1531, tentò di recuperare i suoi regni, ma una tempesta disperse la sua flotta al largo della costa norvegese, e il 1º luglio 1532, in base alla convenzione di Oslo, si arrese al rivale, re Federico, in cambio della promessa di un salvacondotto.
Ma re Federico non mantenne la promessa e per i 27 anni seguenti re Cristiano venne tenuto prigioniero, prima nel Castello di Sonderborg, fino al 1549, e in seguito nel Castello di Kalundborg.
I racconti di confinamento solitario in piccole celle oscure sono inaccurati. Re Cristiano venne trattato come un nobile, in particolare durante la vecchiaia, e gli venne concesso di ospitare feste, andare a caccia, e circolare liberamente a patto di non oltrepassare i confini della città di Kalundborg. Ma era comunque un prigioniero, benché reale, e i suoi 27 anni di cattività furono un grande disonore per la reputazione di re Federico I e di suo figlio. Cristiano II non venne mai condannato per alcun crimine.
Suo cugino, re Cristiano III di Danimarca, figlio di Federico I, morì agli inizi del 1559, e si narra che anche allora, con il vecchio re vicino agli 80 anni, la gente di Copenaghen volgesse lo sguardo verso Kalundborg. Ma re Cristiano II morì pacificamente solo pochi giorni dopo, e il nuovo re, Federico II, ordinò che un funerale reale fosse tenuto in memoria del suo infelice parente, che giace sepolto a Odense vicino alla moglie e ai genitori.
Dei sei figli di Cristiano II, tre meritano una menzione. Il Principe Hans (Giovanni) morì ancor giovane in esilio (1532). Le due figlie: Dorotea del Palatinato e Cristina di Danimarca reclamarono invano per molti anni il trono danese e la loro eredità.

## Matrimonio e figli
Cristiano sposò nel 1514 per procura, matrimonio poi ratificato nel 1515, Isabella d'Asburgo. Da questo matrimonio nacquero i seguenti figli:
- Cristiano (1516-1516);
- Giovanni 21 settembre 1518 - 2 luglio 1531);
- Massimiliano (4 luglio 1519 - 1519)
- Filippo (4 luglio 1519 - 1520)
- Dorotea (10 novembre 1520 - 20 settembre 1580), sposò Federico II, elettore palatino;
- Cristina (novembre 1521 - 10 dicembre 1590), sposò, il 4 maggio 1534, Francesco II Sforza, duca di Milano, e, dopo essere rimasta vedova, sposò, il 10 luglio 1541, Francesco I di Lorena duca di Lorena.

## L'opinione dei posteri
La nomea di Cristiano II lo ha reso uno dei più discussi tra i re danesi. È stato considerato sia un tiranno ipocrita che un "despota progressista" che voleva creare una monarchia assoluta basata su "liberi cittadini". Oltre a ciò le sue debolezze psicologiche spesso sorprendenti hanno attirato l'interesse degli storici, in particolare la sua spesso menzionata irrisolutezza, che con il passare degli anni sembrò dominare le sue azioni. Si è avanzata l'ipotesi che soffrisse di una sindrome maniaco-depressiva, ma come molte altre è impossibile da dimostrare. La ragione del suo declino fu probabilmente quella di essersi fatto troppi nemici e che la classe media danese non era ancora abbastanza forte da diventare la base del potere reale. Comunque alcune delle sue ambizioni vennero soddisfatte dalla vittoria dell'assolutismo nel 1660.
La vita e la carriera quasi "shakespeariana" del re – la relazione con Dyveke, le sue azioni riguardanti il bagno di sangue, il suo comportamento all'epoca della sua caduta e la sua esistenza oscura come "prigioniero di Soenderborg", hanno creato molti miti. Uno dei più famosi è la storia secondo cui il re irrisoluto attraversò il Piccolo Belt avanti e indietro per una notte intera, nel febbraio 1523 finché alla fine non cedette. Un'altra leggenda, altrettanto improbabile, è quella secondo cui il re irrequieto vagò attorno ad una tavola rotonda a Soenderborg, lasciandovi un solco con il dito. La sua vita ha naturalmente ispirato moderni poeti e scrittori danesi. La più famosa opera letteraria è probabilmente il romanzo di Johannes Vilhelm Jensen: La caduta del Re (1900-1901) nel quale Cristiano viene visto quasi come un simbolo della "infermità ed esitazione" danese.

## Ascendenza
|                                 |                         |                                  | Genitori                            |  |  | Nonni |  |  | Bisnonni              |  |  | Trisnonni                |  |
|                                 |                         |                                  |                                     |  |  |       |  |  | Dietrich di Oldenburg |  |  | Cristiano V di Oldenburg |  |
|                                 |                         |                                  |                                     |  |  |       |  |  | Dietrich di Oldenburg |  |  | Cristiano V di Oldenburg |  |
|                                 |                         | Agnese di Hihnstein-Heringen     |                                     |  |  |       |  |  | Dietrich di Oldenburg |  |  |                          |  |
| Cristiano I di Danimarca        |                         |                                  |                                     |  |  |       |  |  | Dietrich di Oldenburg |  |  |                          |  |
|                                 |                         | Edvige di Schauenburg            | Gerardo VI di Schleswig-Holstein    |  |  |       |  |  |                       |  |  |                          |  |
|                                 |                         | Edvige di Schauenburg            | Gerardo VI di Schleswig-Holstein    |  |  |       |  |  |                       |  |  |                          |  |
|                                 |                         | Edvige di Schauenburg            | Elisabetta di Brunswick             |  |  |       |  |  |                       |  |  |                          |  |
| Giovanni di Danimarca           |                         | Edvige di Schauenburg            |                                     |  |  |       |  |  |                       |  |  |                          |  |
|                                 |                         | Giovanni l'Alchimista            | Federico I di Brandeburgo           |  |  |       |  |  |                       |  |  |                          |  |
|                                 |                         | Giovanni l'Alchimista            | Federico I di Brandeburgo           |  |  |       |  |  |                       |  |  |                          |  |
|                                 |                         | Giovanni l'Alchimista            | Elisabetta di Baviera-Landshut      |  |  |       |  |  |                       |  |  |                          |  |
| Dorotea di Brandeburgo-Kulmbach |                         | Giovanni l'Alchimista            |                                     |  |  |       |  |  |                       |  |  |                          |  |
|                                 |                         | Barbara di Sassonia-Wittenberg   | Rodolfo III di Sassonia-Wittenberg  |  |  |       |  |  |                       |  |  |                          |  |
|                                 |                         | Barbara di Sassonia-Wittenberg   | Rodolfo III di Sassonia-Wittenberg  |  |  |       |  |  |                       |  |  |                          |  |
|                                 |                         | Barbara di Sassonia-Wittenberg   | Barbara di Legnica                  |  |  |       |  |  |                       |  |  |                          |  |
| Cristiano II di Danimarca       |                         | Barbara di Sassonia-Wittenberg   |                                     |  |  |       |  |  |                       |  |  |                          |  |
|                                 | Federico II di Sassonia | Federico I di Sassonia           |                                     |  |  |       |  |  |                       |  |  |                          |  |
|                                 | Federico II di Sassonia | Federico I di Sassonia           |                                     |  |  |       |  |  |                       |  |  |                          |  |
|                                 | Federico II di Sassonia | Caterina di Brunswick-Lüneburg   |                                     |  |  |       |  |  |                       |  |  |                          |  |
| Ernesto di Sassonia             | Federico II di Sassonia |                                  |                                     |  |  |       |  |  |                       |  |  |                          |  |
|                                 |                         | Margherita d'Austria             | Ernesto I d'Asburgo                 |  |  |       |  |  |                       |  |  |                          |  |
|                                 |                         | Margherita d'Austria             | Ernesto I d'Asburgo                 |  |  |       |  |  |                       |  |  |                          |  |
|                                 |                         | Margherita d'Austria             | Cimburga di Masovia                 |  |  |       |  |  |                       |  |  |                          |  |
| Cristina di Sassonia            |                         | Margherita d'Austria             |                                     |  |  |       |  |  |                       |  |  |                          |  |
|                                 |                         | Alberto III di Baviera           | Ernesto di Baviera-Monaco           |  |  |       |  |  |                       |  |  |                          |  |
|                                 |                         | Alberto III di Baviera           | Ernesto di Baviera-Monaco           |  |  |       |  |  |                       |  |  |                          |  |
|                                 |                         | Alberto III di Baviera           | Elisabetta Visconti                 |  |  |       |  |  |                       |  |  |                          |  |
| Elisabetta di Baviera           |                         | Alberto III di Baviera           |                                     |  |  |       |  |  |                       |  |  |                          |  |
|                                 |                         | Anna di Braunschweig-Grubenhagen | Erich I di Braunschweig-Grubenhagen |  |  |       |  |  |                       |  |  |                          |  |
|                                 |                         | Anna di Braunschweig-Grubenhagen | Erich I di Braunschweig-Grubenhagen |  |  |       |  |  |                       |  |  |                          |  |
|                                 |                         | Anna di Braunschweig-Grubenhagen | Elisabetta di Brunswick-Göttingen   |  |  |       |  |  |                       |  |  |                          |  |
|                                 |                         | Anna di Braunschweig-Grubenhagen |                                     |  |  |       |  |  |                       |  |  |                          |  |